# Aneurizma
Aneurizma (lat. aneurysma) je naziv za abnormalno lokalno proširenje krvnih žila (arterija ili vena). Kako bi se aneurizma definirala, fokalno proširenje arterije mora iznositi bar 50% povećanja njenog normalnog promjera.  Promjena je znatno učestalija kod arterija, a najčešće zahvaća aortu i arterije na bazi mozga (Willisov krug). Aneurizme nastaju na mjestima gdje je oslabljena stijenka krvne žile, a može biti prirođena ili stečena (npr. traumatska ili mikotična aneurizma).
Najčešći uzrok aneurizme je ateroskleroza, a aterosklerotska aneurizma (lat. aneurysma atherosclerotica) najćeše zahvaća trbušnu aortu. 
Kao posljedica širenja aneurizme može doći do pucanja (rupture) krvne žile i krvarenja koje može imati smrtni ishod, a aneurizma može biti i mjesto tromboze, te ishodište ugrušaka (embolusa). Zbog pulsiranja aneurzime može doći do razaranje susjednih struktura (npr. kralješaka) u tijelu.  
Liječenje aneurizme je najčešće operativno, a izvedba ovisi o mjestu gdje se nalazi promjena.